# Nanocassiope truncatifrons
Nanocassiope truncatifrons är en kräftdjursart som först beskrevs av M. J. Rathbun 1898.  Nanocassiope truncatifrons ingår i släktet Nanocassiope och familjen Xanthidae. Inga underarter finns listade i Catalogue of Life.